# Goldebæk (vandløb)
Goldebæk (på tysk Goldebeker Mühlenstrom≈Goldebæk møllestrøm) er et mindre vandløb i Joldelund Sogn (Nørre Gøs Herred) på gesten i Sydslesvig syd for den dansk-tyske grænse. Bækken udspringer et sted ved Sønderland mellem sognebyen Joldelund og Goldebæk, passerer Hegnsbæk (Heinsbek), løber derfra nord om både Goldebæk og Goldelund, inden den efter få km udmunder i Soholm Å. Bækken danner på en del herreds- og sognegrænse mellem Joldelund Sogn (Nørre Gøs Herred) og Nørre Haksted Sogn (Vis Herred) i det midtslesvigske, nu mellem kommunerne Lindved (Slesvig-Flensborg kreds) i nord og Goldelund (Nordfrislands kreds) i syd. Lidt nord ved Risbrig løber Lindåen næsten parallelt.
Forleddet kan være dyrenavnet galt (glda. galt, oldn. gǫltr≈gildet orne). De ældre former taler derimod imod adj. gold (≈ufrugtbar, fiskefattig). Som alternativ blev foreslået et ældre ånavn *Galta, dannet til dyrenavnet.